# Trichaea
Trichaea is een geslacht van vlinders van de familie van de grasmotten (Crambidae), uit de onderfamilie van de Spilomelinae. De wetenschappelijke naam voor dit geslacht is voor het eerst gepubliceerd in 1886 door Gottlieb August Wilhelm Herrich-Schäffer.

## Soorten
- T. binigrata (Dognin, 1912)
- T. caerulealis (Schaus, 1912)
- T. eusebia (Druce, 1902)
- T. flammeolalis (Möschler, 1890)
- T. fortunata (Dognin, 1905)
- T. hades Druce, 1889
- T. nigrans (Druce, 1902)
- T. pilicornis Herrich-Schäffer, 1866
- T. pudens (Druce, 1902)
- T. pulchralis (Schaus, 1912)